# Leon Kamin
Pour les articles homonymes, voir Kamin.
Leon Judah Kamin (29 décembre 1927 — 22 décembre 2017 est un psychologue américain connu pour ses contributions à la théorie de l'apprentissage et sa critique des estimations de l'héritabilité du QI selon des déterminisme génétiques lié à la race et la classe sociale. Il a théorisé le conditionnement, notamment « l'effet de blocage ».

## Biographie
Leon Kamin étudie la psychologie à l'université Harvard sous la direction de Richard Solomon et adhère au parti communiste. En 1953, devenu professeur d'université, il fut assigné à comparaître pour répondre à d'éventuelles menaces sur la sécurité intérieure du Sénat des États-Unis par le comité McCarthy pour répondre aux questions sur ses propres activités. Il a fermement refusé de « nommer des noms » revendiquant  le droit de garder le silence lié au cinquième amendement. Licencié et au chômage, il est contraint d'immigrer au Canada. De 1957 à 1958, il préside le département de psychologie de l'Université McMaster à Hamilton au Canada. En 1968, il retourne aux États-Unis et préside le département de psychologie de l'Université de Princeton, puis le département de psychologie de la Northeastern à l'Université de Boston, dans le Massachusetts.
En 2005, il écrit une lettre au New York Review of Books relatant cette période dénonçant les dérives politiques de l'ère maccarthyste.
Au niveau scientifique, la contribution la plus connue de Kamin est sa découverte et son analyse de « l'effet de blocage » (1969) en théorie de l'apprentissage. Le protocole expérimental consistait à observer le comportement des rats en situations de peurs et à démontrer ainsi l'effet de conditionnement.
Il est également l'un des détracteurs du déterminisme génétique justifiant des différences d'intelligence raciales et de classe sociale. Professeur de psychologie à l'université de Princeton, il étudie les travaux axé sur l'hérédité de l'intelligence de Cyril Burt peu de temps après sa mort. En 1974, il publie The science and politics of IQ où il critique les méthodes d'évaluation des expérimentations et doute des coïncidences des valeurs de coefficients de corrélation. Ses soupçons sont confirmés par d'autres universitaires, requalifiant ainsi les travaux de recherche de Cyril Burt de fraude scientifique.

## Publications
- The science and politics of IQ, Routledge, 2012[5].